# Louis Clerckx
Lodewijk Maria Constant Louis Clerckx (Tessenderlo, 8 augustus 1893 - Antwerpen, 26 augustus 1945) was een Belgisch advocaat en politicus voor het Katholiek Verbond van België en de CVP.

## Levensloop
Hij was de zoon van een Limburgs geneesheer en de broer van volksvertegenwoordiger Paul Clerckx. Hij studeerde rechten te Leuven en diende terzelfder tijd in de “Compagnie Universitaire” van het Belgisch leger. Tijdens de verdediging van de vestingen van Namen en Dinant werd hij krijgsgevangen genomen door de Duitse bezetter en verbleef gedurende het verdere verloop van de Eerste Wereldoorlog als krijgsgevangene te Göttingen. Na de oorlog hernam hij zijn studies rechten aan de Universiteit van Luik, alwaar hij afstudeerde als doctor. Vervolgens vestigde hij zich te Antwerpen als zelfstandig advocaat. 
Hij werd politiek actief onder impuls van Frans Van Cauwelaert in de aanloop naar de provincieraadsverkiezingen van 1925. Hij werd verkozen en zetelde als provincieraadslid voor het arrondissement Antwerpen. Op 25 februari 1932 volgde hij Pancrace Vermoelen op als gedeputeerde. De bestendigde deputatie bestond op dat moment uit een bestuursmeerderheid van katholieken (UCB), liberalen (LP) en socialisten (BWP) en verkeerde in een 'crisissfeer', een belangrijk element daarin was de 'subsidiëring van het vrij onderwijs'. 
Bij de daaropvolgende provinciale stembusgang van december 1932 wist zijn partij op drie zetels na een absolute meerderheid te behalen. Clerckx werd de nieuwe sterke man binnen de Antwerpse UCB en stelde een homogeen katholieke deputatie samen met gedoogsteun van de vijf Vlaams-nationalistische (VNV) verkozenen. Kort daarop namen twee katholieke gedeputeerden ontslag en werden vervangen door VNV'ers. Alzo werd er ook een feitelijke bestuursmeerderheid aangegaan met de etnisch-nationalisten. In 1941 - tijdens de Tweede Wereldoorlog - kreeg Clerckx een ambtsverbod van de Duitse bezetter en ontzet uit de functie van gedeputeerde. Na de bevrijding nam hij zijn vooroorlogse functie weer op. Na de aanstelling van Georges Holvoet (die eveneens kortstondig in zijn ambt van provinciegouverneur was teruggekeerd) door prins-regent Karel op 22 september 1944 werd hij aangesteld als provinciegouverneur ad interim, een functie die hij uitoefende tot aan zijn dood. Hij werd opgevolgd (eveneens ad interim) door partijgenoot Gustaaf Van der Linden.   Zondagmorgen omstreeks 16.00 overleed hij thuis in zijn woning vanwege een hartaandoening.